# Hugo Wehrle
Hugo Wehrle (* 19. Juli 1847 in Donaueschingen; † 29. März 1919 in Freiburg im Breisgau) war ein deutscher Violinist, Musikdirektor, Komponist und Musikpädagoge.

## Leben
Wehrle studierte von seinem 4. bis 12. Lebensjahr bei seinem Vater, der Mitglied der Fürstlich Fürstenbergischen Hofkapelle war. Dann wurde der Junge zur weiteren Ausbildung an das Leipziger Konservatorium zu Ferdinand David gegeben und nach zwei weiteren Jahren an das Conservatoire de Paris zu Jean-Delphin Alard, wo er ebenfalls zwei Jahre studierte. 1865 erhielt er seine erste Anstellung als I. Violinist in der Weimarer Hofkapelle. 1868 trat er in die Württembergische Hofkapelle Stuttgart ein, wo er 30 Jahre als Musikdirektor an der Seite Edmund Singers wirkte. Durch ein Handleiden war er gezwungen, diese Stellung aufzugeben und in vorzeitige Pension zu gehen. 1898 siedelte er nach Freiburg um, wo er am dortigen Konservatorium unter der Direktion von Carlo del Grande die Oberklasse des Violinspiels und die Leitung der Ensembleklasse übernahm.
Einer seiner Schüler war Karl Bleyle (1880–1969).

## Werke
- Aus alten Zeiten. Sammlung kleiner Stücke alter Meister für die Violine bearbeitet und mit Pianoforte-Begleitung versehen von Hugo Wehrle. Leipzig: Breitkopf & Härtel, o. J.
- Romanze in ungarischer Weise für Violine mit Begleitung des Pianoforte. Leipzig: Schuberth, 1877.
- 4 Ungarische Tänze für Violine mit Begleitung des Pianoforte. Leipzig: Schuberth, 1877.
- Ballade für Violine und Pianoforte, op. 5. Leipzig: Peters, 1880.
- Sechs kleine Vortragsstücke für Violine mit Begleitung des Pianoforte, op. 14. Freiburg i./B.: Ruckmich, 1904.
- Melodia. Sammlung kleiner Meisterstücke für Violine mit Pianoforte in freier Bearbeitung von Hugo Wehrle. Berlin: Ries & Erler.
- Witiges, König der Ostgothen, Musikdrama
- Künstlerstreiche, Operette
- Im Bremer Ratskeller, Ballett

## Ehrungen
- Ehrenmitglied des Stuttgarter Tonkünstlervereins
- Ritterkreuz des Friedrichs-Ordens
- Ritterkreuz des Ordens vom Zähringer Löwen
- König Karl-Medaille